# Oliver Platt
Oliver James Platt (ur. 12 stycznia 1960 w Windsor) – kanadyjsko-amerykański aktor filmowy i telewizyjny. Jest w drugim stopniu pokrewieństwa Diany Spencer, księżnej Walii i jej brata Charlesa, 9. hrabiego Spencera.

## Filmografia

### Jako aktor
- Poślubiona mafii (Married to the Mob, 1988) jako Ed Benitez
- Pracująca dziewczyna (Working Girl, 1988) jako Lutz
- Crusoe (1989) jako pan Newby
- Linia życia (Flatliners, 1990) jako Randy Steckle
- Pocztówki znad krawędzi (Postcards from the Edge, 1990) jako Neil Bleene
- Beethoven (1992) jako Harvey
- Pojedynek oszustów (Diggstown, 1992) jako Fitz
- Bez skrupułów (The Temp, 1993) jako Jack Hartsell
- Niemoralna propozycja (Indecent Proposal, 1993) jako Jeremy
- Benny i Joon (Benny & Joon, 1993) jako Eric
- Trzej muszkieterowie (The Three Musketeers, 1993) jako Portos
- Umrzeć ze śmiechu (Funny Bones, 1994) jako Tommy Fawkes
- Niezwykła Opowieść (Tall Tale, 1995) jako Paul Bunyan
- Wtyczka (The Infiltrator, 1995) jako Yaron
- Krytyczna decyzja (Executive Decision, 1996) jako Cahill
- Czas zabijania (A Time to Kill, 1996) jako Harry Vonner
- Senator Bulworth (Bulworth, 1998) jako Dennis Murphy
- Uczciwa kurtyzana (Dangerous Beauty, 1998) jako Maffio Venier
- Dr Dolittle (Doctor Dolittle, 1998) jako dr Mark Weller
- Simon Birch (1998) jako Ben Goodrich
- Oszuści (The Impostors, 1998) jako Maurice
- Troje do tanga (Three to Tango, 1999) jako Peter Steinberg
- Człowiek przyszłości (Bicentennial Man, 1999) jako Rupert Burns
- Aligator – Lake Placid (Lake Placid, 1999) jako Hector Cyr
- Cinderelmo (1999) jako Fairy Godperson
- Prezydencki poker (The West Wing, 1999–2006) jako Oliver Babish (2001)
- Kibice do dzieła! (Ready to Rumble, 2000) jako Jimmy King
- Charlie Cykor (Gun Shy, 2000) jako Fulvio Nesstra
- W ostatniej chwili (Deadline, 2000–2001) jako Wallace Benton
- Nikomu ani słowa (Don't Say a Word, 2001) jako dr Jerald Sachs
- W zasięgu strzału (Liberty Stands Still, 2002) jako Victor Wallace
- Środa popielcowa (Ash Wednesday, 2002) jako Moran
- Zig Zag (Zigzag, 2002) jako Toad
- Miasto nadziei (Hope Springs, 2003) jako Doug Reed
- Sędziowie z Queens (Queens Supreme, 2003) jako sędzia Jack Moran
- Wizyta u April (Pieces of April, 2003) jako Jim Burns
- Rewizja osobista (Strip Search, 2004) jako (sceny wycięte)
- Huff (2004) jako Russell Tupper
- Kinsey (2004) jako Herman Wells
- Loverboy (2005) jako pan Pomeroy
- Zimne dranie (The Ice Harvest, 2005) jako Pete Van Heuten
- Casanova (2005) jako Papprizzio
- Jak złamać 10 przykazań (The Ten, 2007) jako Marc Jacobson
- 2012 (2009) jako Carl Anheuser
- Daj, proszę (Please Give, 2010) jako Alex
- Miłość i inne używki (Love and Other Drugs, 2010) jako Bruce Jackson
- Sap ji sang ciu (2012)
- Chicago Med jako dr Daniel Charles

aktor gościnnie
- Policjanci z Miami (Miami Vice, 1984–1989) jako Speed Stiles (1988)
- The Equalizer (1985–1989) jako Norm
- Prezydencki poker (The West Wing, 1999–2006) jako Oliver Babish